# Hard Again
Az 1977-es Hard Again Muddy Waters nagylemeze, az első a Blue Sky Records gondozásában. Előző kiadóját, a Chess Records-ot az All Platinum Records vásárolta fel 1975 augusztusában, ezután csak régebbi lemezeket adtak ki újból. Néhány bukásnak számító album után, ez a lemez meghozta a visszatérést Waters számára.
A Hard Again a 143. helyig jutott a Billboard 200 listán, ez volt waters első listán szereplő albuma az 1969-es Fathers and Sons óta. A lemez Grammy-díjat is nyert. Szerepel továbbá az 1001 lemez, amit hallanod kell, mielőtt meghalsz című könyvben.

## Az album dalai
|    | Cím                                                         | Szerző(k)                                        | Hossz |
| -- | ----------------------------------------------------------- | ------------------------------------------------ | ----- |
| 1. | Mannish Boy                                                 | McKinley Morganfield, Ellas McDaniel, Mel London | 5:23  |
| 2. | Bus Driver                                                  | Morganfield, Terry Abrahamson                    | 7:44  |
| 3. | I Want to Be Loved                                          | Willie Dixon                                     | 2:20  |
| 4. | Jealous Hearted Man                                         | Morganfield                                      | 4:23  |
| 5. | I Can't Be Satisfied                                        | Morganfield                                      | 3:28  |
| 6. | The Blues Had a Baby and They Named It Rock And Roll, Pt. 2 | Morganfield, Brownie McGhee                      | 3:35  |
| 7. | Deep Down in Florida                                        | Morganfield                                      | 5:25  |
| 8. | Crosseyed Cat                                               | Morganfield                                      | 5:59  |
| 9. | Little Girl                                                 | Morganfield                                      | 7:06  |

## Közreműködők
- Muddy Waters – ének, gitár
- Bob Margolin – gitár
- Pinetop Perkins – zongora
- James Cotton – szájharmonika
- Willie "Big Eyes" Smith – dob
- Charles Calmese – basszusgitár
- Johnny Winter – gitár, producer
- Dave Still – hangmérnök
- Andy Manganello – hangmérnökasszisztens
- Joseph M. Palmaccio – keverés
- Chris Theis – keverés

## Fordítás
Ez a szócikk részben vagy egészben a Hard Again című angol Wikipédia-szócikk ezen változatának fordításán alapul.  Az eredeti cikk szerkesztőit annak laptörténete sorolja fel. Ez a jelzés csupán a megfogalmazás eredetét és a szerzői jogokat jelzi, nem szolgál a cikkben szereplő információk forrásmegjelöléseként.